# 391 (revista)
391 fue una revista literaria en español publicada entre 1917 y 1924 en la ciudad de Barcelona, en España.

## Historia y perfil
391 primero apareció en enero de 1917 en Barcelona, y continuó su publicación hasta 1924. La revista fue creada por el dadaísta Francis Picabia. Picabia publicó las primeras cuatro ediciones. Fue sustituido en la revista por Olga Sacharoff, una georgiana que emigró a Barcelona.
El título de la revista deriva del periódico 291, un periódico de Nueva York dirigido por Alfred Stieglitz (en el cual Picabia había contribuido), y no tienen relación en sus contenidos. A pesar de que Picabia era un renombrado artista, era mayormente literario en su contenido, con un tono agresivo, posiblemente influido por Alfred Jarry y Apollinaire. Hubo contribuciones de dos hombres nuevos en el dadaísmo: Man Ray y Marcel Duchamp. Aun así 391 quedó esencialmente la expresión del ingenioso, energético y rico Picabia, quién declaró de él: "Cada página tiene que explotar, ya sea a través de la seriedad, la profundidad, las turbulencias, las náuseas, lo nuevo, lo eterno, aniquilando el sinsentido, entusiasmo por los principios, o la manera en la que está impresa. El arte tiene que ser antiestético en el extremo, inútil e imposible de justificar."
Desde la quinta edición la revista fue publicada en Nueva York. Su octava edición fue publicado en Zúrich. Entonces la revista estuvo publicada en París hasta que en 1924 su última edición, número 19, estuvo distribuida.